# Pedro Cea
José Pedro Cea, detto El Vasquito (Montevideo, 1º settembre 1900 – Montevideo, 8 settembre 1970), è stato un calciatore e allenatore di calcio uruguaiano, di ruolo attaccante, campione olimpico nel 1924 e nel 1928, campione del Mondo nel 1930 con la Nazionale uruguaiana.

## Carriera

### Club
Di origine basca, ritenuto tra i più grandi calciatori uruguaiani di sempre, Cea crebbe calcisticamente nel Lito di Montevideo, con cui si guadagnò la prima convocazione in Nazionale. Nel 1928 passò al Bella Vista. Una delle sue principali caratteristiche consisteva nel giocare con il basco, eccetto che per i match con la selezione uruguaiana. L'anno dopo si trasferì al Nacional con cui, nel 1933 e nel 1934, vinse due titoli uruguaiani. Nel 1935 diede l'addio al calcio giocato.

### Nazionale
Con la Celeste vinse due edizioni consecutive del Campeonato Sudamericano de Football (1923 e 1924) e la medaglia d'oro alle olimpiadi di Parigi 1924, bissata ad Amsterdam quattro anni dopo.
Nel 1930 conquistò il titolo mondiale con l'Uruguay nell'edizione casalinga della Coppa del Mondo: con ben 5 goal segnati (di cui uno decisivo nella finale contro l'Argentina, in quanto consentì ai padroni di casa di ottenere il parziale 2-2 con l'Argentina, che divenne alla fine 4-2 per l'Uruguay), fu il miglior realizzatore del torneo dopo l'argentino Stábile.

### Allenatore
Diventò allenatore, guidando per un periodo anche la nazionale uruguaiana. Proprio con la Celeste, nel 1942, vinse una nuova edizione del Campeonato Sudamericano.

## Scomparsa
Morì nel 1970 e venne sepolto al Panteón de los Olímpicos, nel cimitero del Buceo a Montevideo.

## Palmarès

### Calciatore

#### Club
- Campionato uruguaiano: 2

Nacional: 1933, 1934

#### Nazionale
- Campionato mondiale: 1

Uruguay 1930
- Oro olimpico: 2

Parigi 1924, Amsterdam 1928
- Coppa America: 2

1923, 1924
- Copa Lipton: 3

1924, 1927, 1929
- Copa Newton: 2

1929, 1930

### Allenatore
- Coppa America: 1

Uruguay: 1942

### Videografia
- Federico Ferri, Federico Buffa, Storie Mondiali: Il grande Uruguay (1930), Sky Sport, 2014.